# 11836 Eileen
11836 Eileen eller 1986 CB är en asteroid i huvudbältet som upptäcktes den 5 februari 1986 av det amerikanska astronom paret Eugene M. och Carolyn S. Shoemaker vid Palomar-observatoriet. Den är uppkallad efter den amerikanska astronauten Eileen Collins.